# Freatiskt utbrott

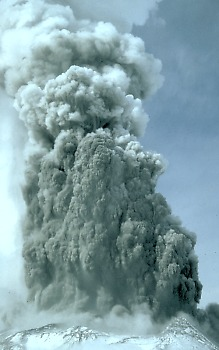
En freatisk explosion vid Mount St Helens, Washington, USA.

Ett freatiskt utbrott inträffar då stigande magma kommer i kontakt med grundvatten. Magman, som kan hålla en temperatur på mellan 600 °C och 1 170 °C, gör att vattnet omedelbart förångas vilket resulterar i en explosion av ånga, vatten, aska och sten. Mindre intensiva geotermiska utbrott kan resultera i en lervulkan.
Då freatiska explosioner inträffar består materialet vanligen uteslutande av förångat vatten och sten, mer sällan av lava. Freatiska utbrott kan skapa vida, låga vulkankratrar som kallas maar.
Vid freatiska explosioner frigörs ofta stora mängder giftiga gaser som koldioxid och vätesulfid. 1979 dödades 149 människor på Java av giftiga gaser efter ett vulkanutbrott.
Vulkanutbrottet vid Krakatau (Krakatoa) 1883 – ett av historiens största – tros ha varit ett freatiskt utbrott.
Vid Kilauea på Hawaii har en rad freatiska utbrott inträffat. Ett utbrott 1924 kastade uppskattningsvis åtta ton sten upp till en kilometer bort.
Hundratals freatiska utbrott föregick ett större utbrott vid Mount St Helens 1980.